# Girolamo Balbi
Pour les articles homonymes, voir Balbi.
Girolamo Balbi (parfois francisé en Jérôme Balbi) (né vers 1450 à Venise - mort vers 1535) est un humaniste italien de la Renaissance, qui fut diplomate, puis évêque, et également écrivain et poète.

## Biographie
Son vrai nom de famille était Accellini, mais il en adopta un plus illustre. Après avoir suivi à Rome les leçons du célèbre Pomponio Leto, et avoir aussi étudié à Padoue, il vint en Paris en 1484, où il se lia à un petit cercle humaniste autour de Robert Gaguin et Guy de Rochefort. Dès mars 1485, il se fit un ennemi du respecté Guillaume Tardif en critiquant âprement sa Grammaire, ce qui provoqua une polémique : à Pâques 1487, il dut s'excuser devant témoins auprès de Tardif, mais ne s'en tint pas là et ridiculisa son adversaire dans un dialogue intitulé Rhetor gloriosus (inspiré du Miles gloriosus de Plaute). En 1488, deux autres humanistes, Cornelio Vitelli et Fauste Andrelin, débarquèrent à Paris, et la rivalité des trois provoqua de nouveaux scandales. En septembre 1489, ils reçurent tous trois le droit d'enseigner « in arte humanitatis » (mais Balbi enseignait aussi le droit romain, l'astrologie, et plusieurs autres choses). Vitelli étant parti en Angleterre, Balbi continua une violente polémique avec Fauste Andrelin, jusqu'à ce que, vers 1491, il soit obligé de fuir Paris, en butte à des accusations de sodomie et d'hérésie. La querelle se poursuivit d'ailleurs après son départ, car il avait laissé des disciples.
Après un bref séjour en Angleterre, il se rendit en 1493 à Vienne où l'empereur Maximilien Ier lui octroya une chaire de droit romain, et peu après d'humanités. Il y fut proche de Jean Vitéz, évêque de Veszprém et administrateur du diocèse de Vienne (neveu du fameux prélat humaniste Jean Vitéz, archevêque d'Esztergom). Vers 1497, il fonda à Vienne, notamment avec Conrad Celtes, la Sodalitas litteraria danubiana. Début 1499, voulant rentrer en Italie, il fut dépouillé et sévèrement rossé sur la route par des brigands et dut retourner à Vienne. Il alla un temps enseigner à Prague, mais dut quitter la ville en 1501, à nouveau en butte à une mise en cause de ses mœurs.
On le perd de vue ensuite pendant plusieurs années, et on retrouve en 1510 en Hongrie, devenu prêtre et chanoine. Secrétaire du roi Ladislas à partir de 1513, il devint aussi précepteur des enfants du roi (dont le prince Louis, qui fut à partir de 1516, à dix ans, le roi Louis II). Il était un favori du puissant chancelier Georg Szakmary, évêque de Pécs (et archevêque d'Esztergom en 1521). Il accumula les bénéfices ecclésiastiques, et fut également chargé de missions diplomatiques. En octobre 1520, il assista au couronnement de Charles Quint à Aix-la-Chapelle. Le 3 avril 1521, il prononça un grand discours devant la Diète de Worms (contre Martin Luther et les Turcs), et à l'automne de la même année il était ambassadeur de Hongrie à Londres.
Passé au service de l'archiduc d'Autriche Ferdinand, il fut fait évêque de Gurk en Carinthie en 1523 et est consacré le 25 mars de la même année par Lorenzo Pucci avec comme co-consécrateurs Giovanni Battista Bonciani (it) et Antonio Pucci. La même année il était ambassadeur de l'archiduc auprès du pape Adrien VI, puis en Hongrie. En 1524, il remplit une mission diplomatique à Venise pour Ferdinand. Puis il se rendit à Rome, où il fut dans les années suivantes prélat domestique auprès du pape Clément VII, avec une grande influence qu'il mit au service des Habsbourgs. Il finit par résigner son titre d'évêque de Gurk où un remplaçant fut nommé en 1529. En février 1530, il assista dans la suite du pape au couronnement impérial de Charles Quint à Bologne. La fin de sa vie est mal connue : il semble être mort à Venise, et en tout cas y fut enterré.

## Œuvres
La première partie de sa carrière (jusqu'en 1501) est dominée par une importante œuvre poétique : des épigrammes de circonstance, des invectives, et surtout de la poésie érotique, où il mêle fantaisie, souvent bonheur d'expression, mais aussi cynisme et obscénités. Son Hodœporicon de 1500, narrant sa mésaventure avec les brigands de la forêt de Vertés, connut un grand succès. Son seul ouvrage philologique est un commentaire au Songe de Scipion.
La deuxième partie de sa carrière est dominée par les brillants discours et traités qu'il composa comme diplomate, et aussi pendant la période où il appartint à la curie de Clément VII. Il fut notamment particulièrement obsédé par la question du péril turc. En 1530, au moment du couronnement de Bologne, il composa un Liber de coronatione, dans lequel il déclarait inutile que l'empereur soit couronné par le pape. Cette publication semble avoir ruiné sa faveur auprès de Clément VII, et le texte fut en tout cas mis à l'Index.

## Édition
- Josephus de Retzer (éd.), Hieronymi Balbi... Opera poetica, oratoria ac politico-moralia, Vienne, chez J. Stahel, 1791-92 (2 vol.).